# Comté de Benauges
Pour les articles homonymes, voir Benauges (homonymie) et Benauge.
Le comté de Benauges (parfois orthographié Benauge), est un domaine féodal de l'Entre-deux-Mers. Initialement vicomté des seigneurs alliés au duc de Gascogne depuis le XIe siècle, il est érigé en comté au XVe siècle. Le château de Benauge se trouve à Arbis en Gironde. 